# Sérotine brune
Eptesicus fuscus
Espèce
Statut de conservation UICN

 LC  : Préoccupation mineure

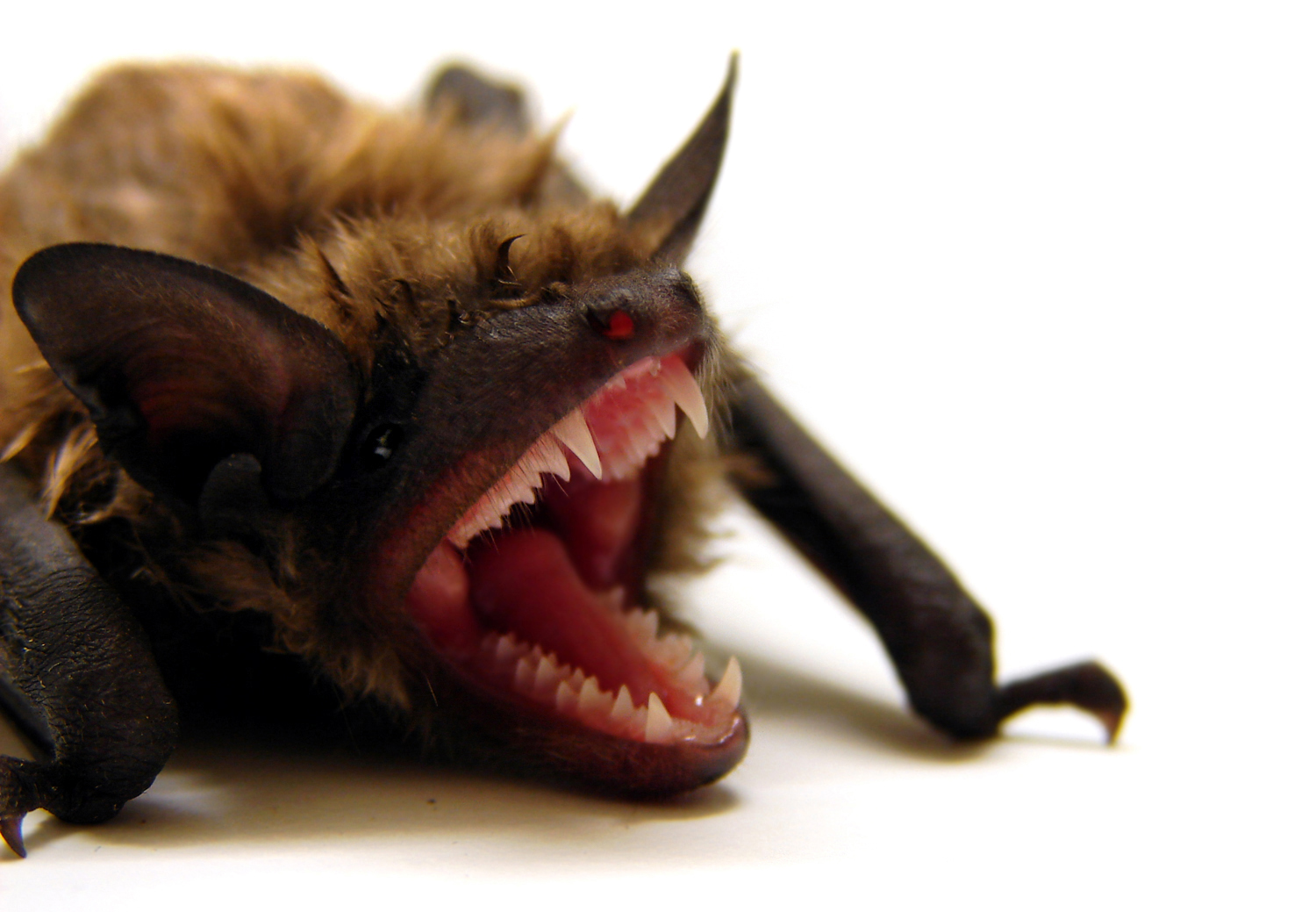
Eptesicus fuscus.

La Sérotine brune (Eptesicus fuscus), aussi appelée « grande chauve-souris brune » (de l'anglais big brown bat), est une espèce de chauve-souris présente depuis le Nord de l'Amérique du Sud jusqu'au Sud du Canada.

## Étymologie
Le nom de sérotine est dérivé du latin serotinus qui signifie « soir ». Le nom du genre Eptesicus est issu du grec, ptetikos ("capable de voler") ou petomai ("volant de maison") et le nom d'espèce du latin fuscus, dérivé du verbe furo, signifie « Brun, sombre, noir. ».

## Caractères distinctifs
Cette chauve-souris a le dos de couleur brun foncé brillant et un ventre plus pâle. Son patagium est brun foncé ou noir et dépourvu de poil, ainsi que son museau et ses oreilles. Ses oreilles et ses tragus sont plutôt arrondis.

### Mensurations
Ses mensurations sont de 96 à 134 mm de longueur totale et de 290 à 356 mm d'envergure.

### Poids
Elle pèse entre 11 et 22 g. Les nouveau-nés pèsent de 2,5 à 4 g.

## Habitat

Carte de répartition. Les étoiles au Canada et en Alaska représentent des observations au-delà de la répartition habituelle.

Cette chauve-souris est bien adaptée au milieu urbain où on la trouve en abondance. Elle chasse notamment autour des réverbères mais elle fréquente aussi les zones ouvertes comme les pâturages et les champs, les zones humides et les bordures de points d'eau ou les lisières de forêt,.

## Alimentation
Cette espèce de chauve-souris est insectivore et elle se nourrit de coléoptères, fourmis ailées, diptère, éphémères, phryganes, libellules et autres insectes capturés en plein vol. Pour attraper ses proies, elle doit fréquemment changer de direction en vol. Grâce à l’écholocation, la Sérotine brune peut repérer ses proies de 19 mm à 5 m de distance. Elle est capable de distinguer les sons de basse fréquence émis par un essaim d'insectes à une distance de 600 m,.

## Hibernation
Cette espèce de chauve-souris est résistante au froid, ce qui explique qu'elle n'entre en hibernation qu'en fin novembre au Canada. Elle passe l'hiver dans une mine, une grotte ou un grenier. Durant l'hiver, les cavités souterraines (grottes) sont mieux protégées et les températures y restent stables toute l'année.

## Reproduction
L'accouplement a lieu en automne juste avant l'hibernation, mais les femelles n'ovule qu'en avril. Au printemps lors de la mise bas, la Sérotine brune forme des maternités pouvant dépasser les 200 individus.  Ces maternités sont généralement placées dans des lieux chauds favorables aux nouveau-nés comme des greniers, des clochers, des granges ou des arbres creux. Les jeunes naissent de mi-mai à la fin juin et restent en intérieur pendant que les femelles chassent la nuit. Ils ne commencent à voler qu'à partir de 3 semaines, sont sevrés à environ 40 jours et sont autonomes à l'âge de 2 mois. Les mâles et les femelles deviennent mûrs dès leur premier automne,.

## Longévité
Cette espèce peut vivre jusqu'à 19 ans, mais sa longévité est en moyenne de 10 ans.

## Comportement social
Espèce grégaire en période de mise bas, ce qui n'est pas le cas en période d'hibernation où les femelles hibernent souvent seules et les mâles en petits groupes de 3 ou 4 individus.

## Prédateurs
Peu de prédateurs s'attaquent à cette chauve-souris. Occasionnellement, elle peut être la proie des hiboux, de la crécerelle d'Amérique, la mouffette rayée ou le chat domestique.

## Facteurs limitatifs et menaces
De par sa présence dans les habitations, cette espèce fait l'objet de destruction à cause des préoccupations du public sur les risques de zoonose (rage et histoplasmose), du bruit et des odeurs occasionnés par leur présence, ce qui mène à des mesures d'extermination de colonies, de gites ou de maternités par des moyens physiques et chimiques. Ces pratiques sont de moins en moins courantes mais s'observent toujours. 
Les changements de la structure des forêts, notamment avec les feux de forêt, l'exploitation forestière et la fragmentation avec les routes et les chemins forestiers, l'impact des éoliennes et les insecticides sont également des facteurs limitatifs et menaçants,.
Le Syndrome du nez blanc touche cette espèce à hauteur de 40 % mais ne la met actuellement pas en danger. La grande chauve-souris brune apparaît relativement résistante aux effets de cette maladie, et certaines populations ont même augmenté depuis l’arrivée du syndrome en Amérique du Nord. Comme toutes les chauves-souris des États-Unis, la Sérotine brune peut être porteuse de la rage, bien que certains individus soient immunisés contre le virus. Même si les chauves-souris malades sont plus susceptibles d’être soumises à des tests, en 2011, seules 3,8 % ont été trouvées positives au virus.

## Sous-espèces
- Eptesicus fuscus fuscus (Palisot de Beauvois) en Floride.
- Eptesicus fuscus pallidus (Young) dans l'Utah.